# 特拉托阿尼
特拉托阿尼（發音：[t͡ɬaʔtoˈaːni] ⓘ，意为“发言者、统治者”）为前哥伦布时期时，对阿兹特克帝国城邦统治者的纳瓦特尔语称谓，在其他语言中可将其译作王、君主。女性则用西瓦特拉托阿尼（Cihuātlahtoāni，意为“女王”）称呼之。此外，夸乌特拉托阿尼（英語：Cuauhtlatoani，“明智的首领”）指在阿兹特克帝国尚未建立时便已定居在此的墨西加人首领，或殖民时期阿兹特克帝国统治者。部分情况下，特拉托阿尼专指帝国首都特诺奇蒂特兰的统治者。
特拉托阿尼的领土被称为特拉托卡特拉利（古典纳瓦特尔语：Tlahtohcātlālli） ，其住所被称为特拉托卡卡利（古典纳瓦特尔语：Tlahtohcācalli）。
阿兹特克帝国的每一座城邦都有自己的统治者，兼握其城邦的政教大权，并被视为城邦的最高指挥官。特拉托阿尼通常由皇室子弟世袭登上王位，但也存在通过选举当上统治者的个例。选举者为一个类似议会的团体，通常由长者、贵族与祭司组成。

## 阿兹特克帝国历代特拉托阿尼

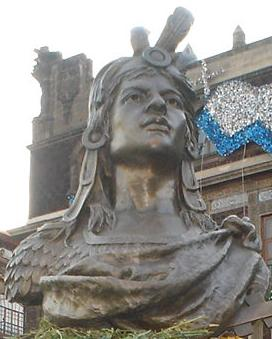
末任特拉托阿尼夸烏特莫克

阿兹特克帝国共有11位特拉托阿尼（此处专指特诺奇蒂特兰之统治者）。
- 阿卡马皮奇特利 1376-1395
- 维齐利维特尔 1395-1417
- 奇马尔波波卡 1417-1427
- 伊兹科瓦特尔 1427-1440
- 蒙特苏马一世 1440-1469
- 阿沙亚卡特尔 1469-1481
- 蒂索克 1481-1486
- 阿维特索特尔 1486-1502
- 蒙特蘇馬二世 1502-1520
- 奎特拉瓦克 1520
- 夸烏特莫克 1520-1521

## 引注
1. ↑  Lockhart (2001, p.238); Schroeder (2007, p.3). See also the entry for "TLAHTOANI" 的存檔，存档日期2007-06-14., in Wimmer (2006)
2. ↑  Schroeder (2007, pp.3–4). See also the entry for "CIHUATLAHTOANI" 的存檔，存档日期2007-06-08. in Wimmer (2006).
3. 1 2  Nahuatl dictionary (1997). Wired humanities project. Retrieved January 1, 2012, from link （页面存档备份，存于）
4. ↑  . Encyclopedia Britannica.   [2017-05-22]. （原始内容存档于2021-04-16） （英语）.